# Bīzh Gerd
Bīzh Gerd (persiska: بيژ گرد) är en ort i Iran.   Den ligger i provinsen Chahar Mahal och Bakhtiari, i den centrala delen av landet, 400 km söder om huvudstaden Teheran. Bīzh Gerd ligger 2 201 meter över havet och antalet invånare är 667.
Terrängen runt Bīzh Gerd är kuperad åt sydost, men åt nordväst är den platt. Bīzh Gerd ligger nere i en dal. Runt Bīzh Gerd är det glesbefolkat, med 17 invånare per kvadratkilometer. Närmaste större samhälle är Gandomān, 9,9 km norr om Bīzh Gerd. Omgivningarna runt Bīzh Gerd är i huvudsak ett öppet busklandskap.